# Хоботник сага
Хоботник сага, или языкан сага (Macroglossum saga) — бабочка из семейства бражников (Sphingidae).

## Описание
Размах крыльев 54—66 мм. Передние крылья тёмные, серо-коричневые, с более тёмными и светлыми поперечными перевязями; вдоль костального края переднего крыла у вершины расположено широкое светлое трапецевидное пятно; иногда это пятно слабо заметное. Задние крылья буро-чёрные с неширокой оранжевой поперечной перевязью, упирающуюся в середину переднего края. Вершина брюшка с широкой чёрной кисточкой.

## Ареал и места обитания
Распространение: Россия: юг Приморского края (два залётных экземпляра собраны Г. С. Золотаренко в заповеднике «Кедровая Падь» 19 июня 1968 г.; фото см.: и в посёлке Приморский у заповедника «Кедровая Падь» 23 августа 1995 г.), в сентябре 2023 года обнаружен на Кунашире ; Китай (кроме северо-западных провинций), Южная Корея, Япония (Хоккайдо, Хонсю, Сикоку, Кюсю, острова Рюкю). Способен залетать далеко в Тихий океан в 500 км от берега. Также встречается на северной Индии, Непале, Сиккиме, Бутане, Восточной Индии, Северном Вьетнаме, Западном Таиланде.
Вид встречается в редкостойных широколиственных (в том числе дубовых) лесах, на опушках, полянах.

## Биология
Бабочки активны в основном в дневное время. Тем не менее, прилетает на свет в предутренние часы после 5 утра (наблюдения на Кунашире в 2024 году). Лёт бабочек обычно в конце июня — августе, на Кунашире — в сентябре.
Гусеница питается на Daphniphyllum (Daphniphyllaceae) и Aidia.